# Taylor Eisenhart
Taylor "Timo" Eisenhart, né le 14 juin 1994 à American Fork dans l'Utah, est un coureur cycliste américain.

## Biographie
Chez les juniors, il s'illustre en 2012 par des victoires au Tour du Pays de Vaud et au Tour de l'Abitibi. Il termine également deuxième du championnat des États-Unis du contre-la-montre et troisième du Trofeo Karlsberg.

## Palmarès et résultats

### Palmarès par année
- 2012
  - Tour du Pays de Vaud :
    - Classement général
    - 1re et 2ea étapes

  - Tour de l'Abitibi :
    - Classement général
    - 2e et 3e (contre-la-montre) étapes

  - 2e du championnat des États-Unis du contre-la-montre juniors
  - 3e du Trofeo Karlsberg
  - 10e du championnat du monde du contre-la-montre juniors
- 2014
  -  Champion des États-Unis du contre-la-montre espoirs
  - 3e du championnat des États-Unis sur route espoirs
- 2016
  - 1re étape du Tour de la Vallée d'Aoste (contre-la-montre par équipes)
- 2017
  - Redlands Bicycle Classic :
    - Classement général
    - 2e étape

  - 3e du Tour of the Gila

### Classements mondiaux
| Année           | 2013 | 2014 | 2015 | 2016   |
| --------------- | ---- | ---- | ---- | ------ |
| UCI Europe Tour | 862e | 599e | nc   | 1 416e |